# Héda Frost
Héda Frost (Algeri, 15 settembre 1936) è un'ex nuotatrice francese.
Specializzata nello stile libero, ha partecipato ai Giochi di Melbourne 1956 e di Roma 1960.